# أكسيل (لاعب كرة قدم)
أكسيل (بالبرتغالية: Axel Rodrigues de Arruda‏) (مواليد 9 يناير 1970) هو لاعب كرة قدم. يلعب مع منتخب البرازيل لكرة القدم منذ عام 1992.

## وصلات خارجية
- أكسيل على موقع رابطة كرة القدم اليابانية للمحترفين (اليابانية)
- أكسيل على موقع قاعدة بيانات كرة القدم.إي يو (الإنجليزية)
- أكسيل على موقع ناشيونال فوتبول تيمز (الإنجليزية)
- أكسيل على موقع عالم كرة القدم.نت (الإنجليزية)
- National Football Teams